# Francisco Javier López Díaz
Francisco Javier López Díaz es un abogado y político chileno. Entre julio de 2019 y marzo de 2022, ejerció como subsecretario de Energía de su país bajo el segundo gobierno del presidente Sebastián Piñera.

## Estudios
Realizó sus estudios superiores en la carrera de derecho en la Pontificia Universidad Católica (PUC), egresando como abogado. Luego, cursó un Master and Certificate in Business Administration en la Northwestern University School of Law, Estados Unidos.

## Trayectoria profesional
Durante el primer gobierno de Sebastián Piñera, se desempeñó como asesor jurídico de la Subsecretaría de Salud Pública, y como jefe de Gabinete de la Dirección de Presupuestos (Dipres) del Ministerio de Hacienda.
En el segundo mandato de Piñera fue jefe de gabinete y coordinador de Políticas Sanitarias del Ministerio de Obras Públicas (MOP). Hasta julio de 2019 se desempeñó como coordinador regulatorio y legislativo del Ministerio de Economía, Fomento y Turismo.
El 31 de julio de 2019 fue designado por el presidente Piñera como subsecretario de Energía, en reemplazo de Ricardo Irarrázabal, ejerciendo hasta el final de la administración en marzo de 2022.